# McJuggerNuggets
Jesse Tyler Ridgway (født 29. september 1992) også kendt som McJuggerNuggets. er en amerikansk internetpersonlighed skuespiller, direktør, YouTuber og forfatter fra New Jersey. Han er bedst kendt for at grundlægge The Psycho Series og forskellige andre serier. Han udgiver daglige videoer på YouTube, især vlogs om sit daglige liv og sender regelmæssigt live streams på Twitch. Hans YouTube-kanal har over 3,2 millioner abonnenter (som Han kalder for Juggies) og hans videoer er blevet set mere end 1,2 milliarder gange. Han blev kendt gennem de såkaldte Psycho Videos, hvor hans far, også kendt som Psycho Dad, ødelægger ting.